# Chồn bạc má Cúc Phương
Chồn bạc má Cúc Phương (tên khoa học: Melogale cucphuongensis) là một loài chồn mới được phát hiện và công bố tháng 11 năm 2011 trên tạp chí Der Zoologische Garten.

## Mô tả
Hình chụp mẫu cá thể phát hiện tại vườn quốc gia Cúc Phương có hình dáng gần giống với chồn bạc má bắc Melogale moschata và nam Melogale personata với những khác biệt về hình thái hộp sọ, DNA và một số tính năng khác.
- Lông và da phần thân và đầu cơ bản màu nâu sẫm, có đốm trắng nhỏ giữa mắt và tai.
- Mặt dài.